# Atrophy
Atrophy est un groupe américain de heavy metal, originaire de Tucson, en Arizona.

## Histoire
Atrophy, qui s'appelait à l'origine Heresy, est formé en 1986 par Chris Lykins, James Gulotta et Brian Zimmerman. Brian et Chris étaient des amis d'école. Tim Kelly et Rick Skowron rejoignent ensuite le groupe. En 1987, ils produisent deux démos sur cassette et sont ensuite repérés par le label de heavy metal Roadrunner Records, qui sort deux albums : Socialized Hate en 1988 et Violent by Nature en 1990. Ces albums permettent à Atrophy de tourner aux États-Unis et en Europe, ou de jouer des concerts sélectionnés, avec des groupes tels que Slayer, Exodus, Suicidal Tendencies, Testament, Sacred Reich, Dark Angel (groupe), Forced Entry, Coroner, D.R.I., Flotsam and Jetsam, Death Angel et Venom. Après leur tournée européenne de 1990 avec Sacred Reich et Venom, Lykins quitte le groupe pour poursuivre des études de médecine, et en conséquence, Atrophy est abandonné par Roadrunner,. Des tentatives sont faites au début des années 1990 pour continuer sans Lykins et enregistrer un troisième album ; en 1993, cependant, le groupe se sépare. Zimmerman expliquera que le groupe est abandonné par son label.
Atrophy se reforme en 2015 avec une nouvelle formation, comprenant trois membres originaux (Zimmerman, Gulotta et Kelly) et deux guitaristes différents pour remplacer Lykins et Skowron (Casper Garret et Rich Olsen, qui est remplacé plus tard par Bobby Stein). Le groupe change plusieurs fois de composition, Zimmerman étant le seul membre original restant, avant la sortie en 2024 de leur troisième album Asylum,,,,,. En mars 2024, Atrophy commence à écrire de nouveaux morceaux pour un quatrième album. Le groupe travaillait à l'organisation de tournées des deux côtés de l'Atlantique.

## Discographie

### Albums studio
- 1988 : Socialized Hate
- 1990 : Violent by Nature
- 2024 : Asylum

### Démos
- 1987 : Chemical Dependency
- 1987 : Zweites Demo

### Compilations
- 1988 : Demolition – Scream Your Brains Out! (compilation de Metal Forces)